# Радбод II
Радбод (Редбад) II (бл. 729 — бл. 792) — напівлегендарний король фризів.

## Життєпис
Найраніші відомості про Гундеболда містяться у праці історика XVI століття Еггеріка Бенінга «Фризька хроніка». За його свідченням, Радбод II був молодшим сином короля фризів Альдгісла II. У віці 8-9 років був відісланий батьком до двору конунга данів, свого вуйка. Хроніка описує його як затятого поганина. Еггерік Бенінг вказував, що Радбод II був останнім незалежним правителем Фризії. Отримав владу після смерті свого старшого брата Гундеболда в 749 році. На Радбода II автор хроніки покладав відповідальність за загибель в 754 році християнського місіонера Боніфація. Також стверджувалося, що в 775 році Радбод II підтримав повстання вождя саксів Відукінда у війні з франками, але фризи зазнали двох поразок. Радбод II був змушений тікати до своїх родичів данів (короля Сігфреда), але потім знову повернувся до рідних місць, втім як приватна особа. Тут разом з дружиною Амаррой він був хрещений Адельбертом. Можливо саме до цього часу відноситься утворення графства Східна Фризія (Остерго), яке отримав Абба, якийсь родич Радбода II (його нащадком був Герульф Старший)
Помер в 792 році і був похований в монастирі в Егмонді. За наказом Карла Великого керування Фризією на посаді подести було передано представникам місцевої християнської знаті, першим з яких був Магнус Фортеман з титулом маркграфа. Радбод був батьком двох синів — Гундеболда і Гербранда.
Історики XIX століття розглядали період правління цього короля у проміжку з 760 до 786 року. Таким чином він не міг брати участі у вбивстві місіонера Боніфація, проте був учасником війни саксів з Франкським королівством. З посиланням на Аннали королівства франків історик Альберт Гюне зазначав, що Радбод II видав доньку Сіндіціллу за Вігберта, сина Відукінда (доводився швагром або тестем Сігфреда, конунга данів).
Під владою цього володаря перебували землі на схід від річки Лауерс (сучасні Гронінген, Східна Фризія, Східно-Фризькі острови). Це доволі ймовірно, оскільки з півдня володіння фризів захищали сакси, що постійно воювали з саксами. На заході кордоном була річка Лауерс. У франків на той час були більш вагомі супротивники. Водночас поразки саксів у 783—784 роках співвідносяться з поразками фризів у 785—786 роках. Це могла бути послідовна військова кампанія Карла Великого.
Втім сучасні дослідники ставлять існування та правління цього короля під сумнів, оскільки в ранньосередньовічних хроніках відсутні записи про нього.